# WFLV-Futsal-Liga 2012/13
Die WFLV-Futsal-Liga 2012/13 war die achte Saison der WFLV-Futsal-Liga, der höchsten Futsalspielklasse der Männer in Nordrhein-Westfalen. Meister wurde der UFC Münster vor dem SC Bayer 05 Uerdingen. Beide Mannschaften qualifizierten sich für den DFB-Futsal-Cup 2013. Den Abstiegsplatz belegten der PSV Wesel-Lackhausen. Aus den zweiten Ligen stiegen die Black Panthers Brackwede und der FC Montenegro Wuppertal auf.

## Tabelle
| Pl.               | Verein                             | Sp. | S  | U | N  | Tore    | Diff. | Punkte |
| ----------------- | ---------------------------------- | --- | -- | - | -- | ------- | ----- | ------ |
| 1.                | UFC Münster (M)                    | 14  | 12 | 1 | 1  | 090:430 | +47   | 37     |
| 2.                | SC Bayer 05 Uerdingen              | 14  | 9  | 3 | 2  | 058:210 | +37   | 30     |
| 3.                | Holzpfosten Schwerte               | 14  | 10 | 0 | 4  | 091:550 | +36   | 30     |
| 4.                | Futsal Sportfreunde Uni Siegen (N) | 14  | 5  | 1 | 8  | 044:490 | −5    | 16     |
| 5.                | Futsal Lions Düsseldorf            | 14  | 4  | 4 | 6  | 045:560 | −11   | 16     |
| 6.                | Futsal Panthers Köln               | 14  | 5  | 1 | 8  | 039:600 | −21   | 16     |
| 7.                | Futsal Selecao Wuppertal (N)       | 14  | 4  | 2 | 8  | 044:500 | −6    | 14     |
| 8.                | PSV Wesel-Lackhausen (N)           | 14  | 0  | 2 | 12 | 029:106 | −77   | 02     |
| Stand: Saisonende |                                    |     |    |   |    |         |       |        |

| Zum Saisonende 2012/13: | |
|                         | |
|                         | Meister und Teilnahme am DFB-Futsal-Cup 2013: UFC Münster                                                                  |
|                         | Teilnahme am DFB-Futsal-Cup: Bayer Uerdingen                                                                               |
|                         | Abstieg in die Ober- bzw. Verbandsliga: PSV Wesel-Lackhausen                                                               |
|                         | |
| Zum Saisonende 2011/12: | |
| (M)                     | Titelverteidiger: UFC Münster                                                                                              |
| (N)                     | Aufsteiger aus der Ober- bzw. Verbandsliga: Futsal Sportfreunde Uni Siegen, PSV Wesel-Lackhausen, Futsal Selecao Wuppertal |